# Кастельно-Пикампо
Кастельно́-Пикампо́ (фр. Castelnau-Picampeau, окс. Castèthnau Picampau) — коммуна во Франции, находится в регионе Юг — Пиренеи. Департамент — Верхняя Гаронна. Входит в состав кантона Ле-Фусре. Округ коммуны — Мюре.
Код INSEE коммуны — 31119.

## География
Коммуна расположена приблизительно в 630 км к югу от Парижа, в 50 км к юго-западу от Тулузы.

## Климат
Климат умеренно-океанический. Зима мягкая и снежная, весна характеризуется сильными дождями и грозами, лето сухое и жаркое, осень солнечная. Преобладают сильные юго-восточные и северо-западные ветры.

## Население
Население коммуны на 2010 год составляло 198 человек.
| 1962 | 1968 | 1975 | 1982 | 1990 | 1999 | 2010 |
| ---- | ---- | ---- | ---- | ---- | ---- | ---- |
| 207  | 184  | 170  | 179  | 171  | 165  | 198  |

## Администрация
| Период | Период | Фамилия           | Партия | Примечания |
| ------ | ------ | ----------------- | ------ | ---------- |
| 2001   | 2008   | Даниэль Эсклассан |        |            |
| 2008   | 2020   | Кристьян Казало   |        |            |

## Экономика
В 2010 году среди 127 человек трудоспособного возраста (15—64 лет) 88 были экономически активными, 39 — неактивными (показатель активности — 69,3 %, в 1999 году было 74,5 %). Из 88 активных жителей работали 77 человек (41 мужчина и 36 женщин), безработных было 11 (4 мужчины и 7 женщин). Среди 39 неактивных 12 человек были учениками или студентами, 12 — пенсионерами, 15 были неактивными по другим причинам.

## Фотогалерея
- Церковь Нотр-Дам и военный мемориал
- Карта коммуны